# Stömne (naturreservat)
Stömne är ett naturreservat i anslutning till orten och herrgården Stömne i Arvika kommun i Värmlands län.
Området är naturskyddat sedan 1968 och är 30 hektar stort. Reservatet består av ekhagar, blandskogar en bäckravin och åkrar. 